# Kemberg
Kemberg is een stad in de Duitse deelstaat Saksen-Anhalt, gelegen in de Landkreis Wittenberg. De plaats telt 9.544 inwoners.

## Annexaties
- Gaditz (1 juli 1950)
- Bergwitz met het Ortsteil Klitzschena (1 juli 2005)
- Ateritz met de Ortsteile Gommlo en Lubast (1 januari 2006)
- Dorna (1. januari 2007)
- Globig-Bleddin met de Ortsteile Globig en Bleddin (1 januari 2009)
- Dabrun met de Ortsteile Boos, Melzwig en Rötzsch (1 januari 2010)
- Eutzsch met het Ortsteil Pannigkau (1 januari 2010)
- Rackith met de Ortsteile Bietegast en Lammsdorf (1 januari 2010)
- Radis (1 januari 2010)
- Rotta met de Ortsteile Gniest en Reuden (1 januari 2010)
- Schleesen met het Ortsteil Naderkau (1 januari 2010)
- Selbitz (1 januari 2010)
- Uthausen (1 januari 2010)
- Wartenburg (1 januari 2010)

## Geboren
- Friedrich-Werner von der Schulenburg (20 november 1875), diplomaat

Annaburg ·
Bad Schmiedeberg ·
Coswig (Anhalt) ·
Gräfenhainichen ·
Jessen (Elster) ·
Kemberg ·
Oranienbaum-Wörlitz ·
Wittenberg ·
Zahna-Elster